# Rabiforcado-de-natal
Rabiforcado-de-natal (nome científico: Fregata andrewsi) é uma espécie de ave endêmica da Ilha Christmas, um território da Austrália localizado no Oceano Índico.